# Oleksandr Koniski
Oleksandr Yákovich Koniski (en ucraniano: Олександр Якович Кониський; Perejódivka, 18 de agosto de 1836 - Kiev, 12 de diciembre de 1900) fue un intérprete, escritor, lexicógrafo, pedagogo, poeta y activista civil ucraniano de ideología liberal. De profesión era abogado y es conocido como el autor de la letra del himno espiritual ucraniano Oración por Ucrania. 

## Biografía
Koniski nació en el pueblo de Perejódivka (actualmente en el óblast de Chernígov), que pertenecía a la antigua familia nobiliaria que controlaba el principado de Chernígov. Creció en la ciudad de Nizhyn, sobre la cual escribió: "Nizhyn es una ciudad pequeña. Al mismo tiempo, fue el centro de iluminación de las tierras de Chernígiv y del norte de las tierras de Poltava. Aquí se encontraba el Liceo Bezborodko. Nizhyn también ha tenido un pasado histórico glorioso, especialmente en el comercio, por lo que entre sus habitantes muchos se han distinguido".
La primera publicación de Koniski fue en Chernigovski Listok en 1858. En Poltava y Kiev formó escuelas dominicales y escribió libros de texto para ellas. Koniski también fue autor de varios artículos eclesiásticos en periódicos locales y fue un miembro activo de la hromada de Kiev. Como miembro del ayuntamiento de Kiev, trabajó para introducir el idioma ucraniano en las escuelas de la ciudad. Entre sus libros y libros de texto se encontraban Escritura ucraniana (en ucraniano: Українські прописи, 1862), Aritmética o cálculo (1863) y Gramática o primera lectura para primeros estudiantes (en ucraniano: Граматка або перша читанка задля початку вченья).
Konysky también tenía vínculos con los activistas ucranianos de Galitzia, lo que llevó a que lo acusaran de ser un activista de propaganda de la Rusia Menor. En 1863 fue enviado a Vólogda, sin ser juzgado, y posteriormente a Totma. En 1866 regresó a Ucrania y vivió en Yelizavetgrad, Bóbrinets y Yekaterinoslav. En 1871, su novela No des oro, no golpees con un martillo (en ucraniano: Не даруй золотом і не бий молотом) fue confiscada y destruida por la policía local. A partir de 1865, Koniski vivió más allá de las fronteras del Imperio ruso y entró en contacto más estrecho con los activistas ucranianos de Galitzia. En 1872, tras ser liberado de la supervisión policial, regresó a Kiev, donde trabajó para el Kievskiy Telegraf, y dirigió allí un bufete de abogados. Koniski fue uno de los fundadores de la Sociedad Científica Shevchenko en Leópolis en 1873 y posteriormente inició su transformación en una sociedad sin actividad comercial.
En 1887, junto con Volodímir Antónovich, e influenciado por la Hermandad de Tarásov como miembro de Stara Hromada, Koniski dirigió la creación de la Organización Pública Ucraniana, una asociación político-civil con el objetivo de unir a todos los círculos de conciencia nacional. Ucranianos. Como fuente de publicaciones de la organización, fundó la editorial Vik, que existió durante quince años y publicó más de 100 libros en ucraniano.
Koniski murió en Kiev en diciembre de 1900 y fue enterrado allí en el cementerio de Baikove.

## Obra
Oleksandr Koniski escribió, entre otras cosas, libros de texto, poemas, novelas y reseñas de teatro, ensayos sobre la historia de Ucrania, un diccionario ruso-ucraniano y una biografía de Tarás Shevchenko. También tradujo numerosos escritos del ruso al ucraniano. Sus obras estuvieron prohibidas en la Unión Soviética desde los años 1920 hasta los años 1980.
El escritor ganó fama como letrista de la conocida canción espiritual Oración por Ucrania. 

## Homenajes
En las ciudades de Ucrania como Dnipró, Leópolis, Drojóbich, Kiev hay calles que llevan el nombre de Oleksandr Koniski.